# Zebrasávos sügér
A zebrasávos sügér (Amatitlania nigrofasciata) a sugarasúszójú halak (Actinopterygii) osztályába, a sügéralakúak (Perciformes) rendjébe és a Cichlidae család Cichlasomatinae alcsaládjába tartozó faj.

## Előfordulása
Közép-Amerikában honos, Guatemalától Nyugat-Panamáig előfordul. Legnagyobb egyedszámban sziklás folyószakaszok mentén él, de patakokban, tavakban is megtalálható.

## Megjelenése
Testhossza 12–15 cm. Teste zömök, szürkés, függőleges, fekete sávok keresztezik. A kifejlett hím feje gyakran púpos, hátúszójának hegye csúcsos, míg a nőstényeké általában lekerekített, de a túltenyésztés és az új formák létrehozása során már csúcsos hátúszójú nőstények is előfordulnak. Mindkét nem testén lehetnek zöldeskékes fémes árnyalatú színek, különösen az idősebb állatok hátrészén és hátúszóján. A nemeket legbiztosabban a nőstény hátúszóján és hasoldalán lévő sárgás elszíneződéséről állapíthatjuk meg. A színezet és a mintázat a hal hangulatától függően változhat. Ha megijed, vagy stressz éri, színe elhalványul, fakószürkévé válik, míg a fenyegető és támadó halak teste besötétedik.
Fehér testű változata is létezik, erről azonban hiányzik a csíkozottság.

## Életmódja
A természetben ragadozó, akváriumi körülmények között azonban bármit megeszik (inkább a keményebb sügéreleséget válasszuk, mint a lemezes tápot), elfogadja a gilisztát, a csigát, a tubifexet és a garnélát is.

## Szaporodása
Különösen az ívási időszakban nagyon ingerlékeny, a párok még egymást is megtéphetik az ikrázás befejeztével. Ha szaporítani kívánjuk őket, a többi hal érdekében külön akváriumban helyezzük el a tenyésztendő párt, a medencébe helyezzünk köveket, búvóhelyül szolgáló barlangokat és növényeket. Kiváló szülők, néha még az akváriumba benyúló emberkéznek vagy hálónak is nekimennek. A gondos anya rendszeresen legyezi az ikrákat, amelyek 3-5 napon belül kikelnek. Apró sóráklárvákkal kell a kicsiket az első hetekben táplálni. Ha a közös medencében is leívnak, vegyük el az ikrákat, így csökken az agresszivitásuk. Általában egy hónapig nevelgetik az utódokat, aztán a nőstény ismét beikrásodik. Ilyenkor feltétlenül vegyük ki a kicsiket, mert a pár elkezdheti felfalni saját utódaikat, hogy helyet csináljanak az új generációnak. 
|  |

## Tartása
Az akvárium legalább 150–200 literes legyen, 100 literre egy pár jusson. Kedveli a kövekkel, gyökerekkel és sűrű növényekkel betelepített medencéket. A vízminőségre, a keménységre és a pH-ra nem érzékeny, 24–27 fokos vízben érzi magát a legjobban, 14 fok a legalsó határ A bölcsőszájú halak közül a legkönnyebben tartható és tenyészthető, nem fér meg azonban minden halfajjal. A kisebb testű sügéreket károsíthatja, erős fogaikkal még fajtársaikat is megsebezhetik. Nagy és erős, dél-amerikai sügérek társaságában tartsuk.